# الانتخابات الرئاسية الأمريكية

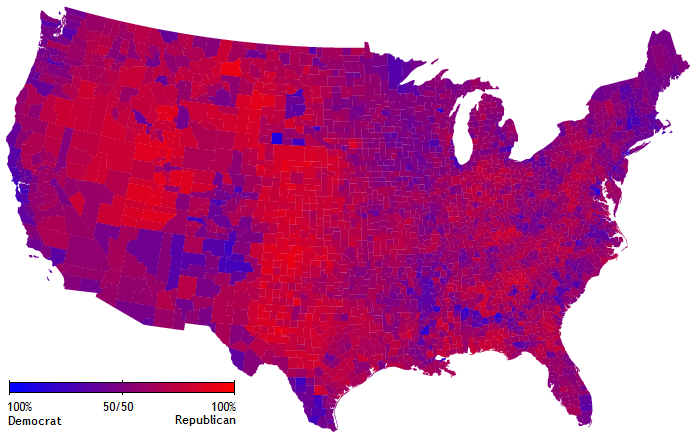

تعُد عملية انتخاب الرئيس ونائب الرئيس في الولايات المتحدة انتخابات غير مباشرة، إذ لا يدلي فيها مواطنو الولايات المتحدة، المسجلون للتصويت في إحدى الولايات الخمسين أو في واشنطن العاصمة، بأصواتهم مباشرة لانتخاب تلك المناصب، وإنما يصوتون بدلًا من ذلك لأعضاء المجمع الانتخابي. يدلي أعضاء المجمع الانتخابي بأصواتهم مباشرة، في ما يُعرف باسم الأصوات الانتخابية، للرئيس ولنائب الرئيس. المرشح الذي يحصل على الأغلبية المطلقة من الأصوات الانتخابية (270 صوتًا على الأقل من أصل 538، وذلك منذ أن منح التعديل الثالث والعشرين حقوق التصويت لمواطني العاصمة) يُنتخب لذلك المنصب. إذا لم يحصل أي مرشح على الأغلبية المطلقة لأصوات الرئيس، يختار مجلس النواب المرشح الأكثر تأهيلًا للرئاسة، وإذا لم يحصل أحد على الأغلبية المطلقة لأصوات نائب الرئيس، فإن مجلس الشيوخ هو من ينتخب نائب الرئيس.
أُسس المجمع الانتخابي وإجراءاته بموجب البند رقم 2 و 4 من الفصل رقم 1 من المادة الثانية من دستور الولايات المتحدة، وبموجب التعديل الثاني عشر (الذي حل محل البند رقم 3، وذلك بعد التصديق عليه في عام 1804). بموجب البند رقم 2، تُمثَّل كل ولاية بنفس عدد ممثليها في مجلس الشيوخ والكونغرس مجتمعين، أما واشنطن العاصمة فتُمثَّل في المجمع الانتخابي بعدد ممثلي أقل الولايات تمثيلًا، وهو ثلاثة أصوات (وفقًا للتعديل الثالث والعشرين، الذي صُدق عليه في عام 1961). بموجب البند رقم 2 أيضًا، فإن طريقة اختيار ممثلي أصوات الولاية في المجمع الانتخابي متروكة لتوجيهات الهيئة التشريعية للولاية، لا الحكومة الاتحادية. في الماضي قامت العديد من الهيئات التشريعية للولايات باختيار ممثليها في المجمع الانتخابي بالتعيين المباشر، إلا أن كل الولايات تحولت تدريجيا لتختار ممثليها من قوائم ممثلي الأحزاب مباشرة عبر الانتخابات الشعبية. بمجرد اختيار الولايات لممثليها في المجمع الانتخابي، يكون لهؤلاء بصفتهم ممثلي ولاياتهم في المجمع الانتخابي أن ينتخبوا الرئيس (ونائبه)، جرت العادة والعرف أن يصوّت الممثلون للمرشح الذي كسب أغلبية الأصوات في الانتخابات الشعبية في الولاية، إلا أن 18 ولاية ليس لديها وضوح في أحكام التصويت تلك، فإن صوّت ممثلو الولاية في المجمع الانتخابي لغير ما اختارت ولاياتهم بأغلبية الأصوات الشعبية، يُنعت هؤلاء النواب "faithless" أو "unpledged" وترجمتهما «خائن أو غير مؤمن» و «غير الملتزمين». لم تؤثر تلك التصويتات غير الملتزمة بخيار أغلبية الناخبين في الولاية على النتائج النهائية لأي انتخابات في العصور الحديثة، لذا فإنه يجوز اعتبار أن النتيجة يمكن احتسابها استنادًا إلى نتائج التصويت الشعبي في الولايات. عادة ما يجمع الفائز بين الأغلبية في المجمع الانتخابي والأغلبية في التصويت الشعبي على المستوى الوطني، لكن وبسبب أن للولايات هذا النظام الانتخابي، حدثت استثناءات أربع اختير فيها رئيس عبر المجمع الانتخابي دون أن يحصل على أغلبية الأصوات في الانتخابات الشعبية وذلك بفارق ثلاث بالمئة أو أقل من الأصوات، وذلك في الأعوام 1876 و1888 و2000 و2016.
تُجرى الانتخابات الرئاسية كل أربع سنوات، إذ يدلي الناخبون المسجلون بأصواتهم في يوم الانتخابات، الذي أصبح منذ عام 1845 أول يوم ثلاثاء بعد الأول من نوفمبر. يتزامن هذا التاريخ مع الانتخابات العامة لسباقات فيدرالية وولاتية ومحلية أخرى، وبما أن الحكومات المحلية مسؤولة عن إدارة الانتخابات، فإن جميع هذه السباقات تظهر عادة في بطاقة اقتراع واحدة. بعد ذلك، يدلي أعضاء المجمع الانتخابي بأصواتهم الانتخابية رسميًا في أول يوم اثنين بعد الثاني عشر من ديسمبر في عاصمة ولايتهم. يصادق الكونغرس، بعد ذلك، على النتائج في أوائل يناير، وتبدأ الولاية الرئاسية في يوم القسم الرئاسي، الذي حُدد أن يكون موعده، وذلك منذ إقرار التعديل العشرين، في يوم العشرين من يناير.
لم ينص الدستور على عملية الترشيح، التي تتألف من الانتخابات التمهيدية والمؤتمرات الحزبية ومؤتمرات الترشح، ولكن الولايات والأحزاب السياسية قد طورتها بمرور الوقت. تُجرى الانتخابات التمهيدية، على نحو عام، بين يناير ويونيو قبل الانتخابات العامة في نوفمبر، بينما تُعقد مؤتمرات الترشح في فصل الصيف. تتبع الأحزاب السياسية أيضًا، بدون تشريعات قانونية، عملية انتخابية غير مباشرة، إذ يدلي الناخبون في الولايات الخمسين، وواشنطن العاصمة، والمقاطعات الأمريكية، بأصواتهم لاختيار قائمة المندوبين في مؤتمر ترشيح الحزب السياسي، فينتخبون مرشح الحزب للرئاسة. يجوز لكل حزب عندئذ أن يختار نائبًا للرئيس للانضمام إلى قائمة المرشحين، وهو ما يتم تحديده إما باختيار المرشح أو بإجراء جولة تصويت ثانية. بسبب التغييرات التي أُدخِلت على القوانين الوطنية لتمويل الحملات الانتخابية منذ سبعينات القرن الماضي فيما يتعلق بالإفصاح عن المساهمات في الحملات الاتحادية، عادة ما يعلن المرشحون للرئاسة من الأحزاب السياسية الرئيسية اعتزامهم الترشح في وقت مبكر من ربيع السنة التقويمية السابقة قبل الانتخابات (21 شهرًا تقريبًا قبل يوم القسم الرئاسي).

## الإجراءات

### متطلبات الأهلية
تنص المادة الثانية من الدستور على أنه يجب أن يكون الفرد مواطنًا أصليًا من مواطني الولايات المتحدة، ولا يقل عمره عن 35 عامًا، ومقيمًا في الولايات المتحدة لمدة لا تقل عن 14 عامًا، لكي يتولى منصب الرئاسة. يجوز للمرشح أن يبدأ حملته الانتخابية في وقت مبكر قبل بلوغه الخامسة والثلاثين من العمر أو قبل إكمال 14 سنة من الإقامة، ولكن يجب أن يفي بشروط السن والإقامة بحلول يوم القسم الرئاسي. ينص التعديل الثاني والعشرون للدستور أيضًا على تحديد مدة الولاية: لا يجوز انتخاب الرئيس لأكثر من فترتين.
يتضمن دستور الولايات المتحدة أيضًا حكمين يُطبقان على جميع المناصب الاتحادية، وليس على الرئاسة فقط. ينص البند رقم 7 من الفصل رقم 3 من المادة الأولى على أنه إذا أدان الكونغرس أي موظف بتهمة العزل، فيجوز له أيضًا منع ذلك الشخص من تولي أي منصب عام مرة أخرى. يحظر الفصل رقم 3 من التعديل الرابع عشر انتخاب أي شخص لأي منصب اتحادي إذا ما شارك في عصيان مسلح أو تمرد أو قام بخيانة بعد توليه أي منصب اتحادي أو ولاياتي، ويمكن التغاضي عن هذا الحظر إذا حصل هذا الشخص على موافقة ثلثي مجلسي الكونغرس.
بالإضافة إلى ذلك، ينص التعديل الثاني عشر على أن نائب الرئيس يجب أن يستوفي جميع المؤهلات التي تؤهله لأن يكون رئيسًا.
على الرغم من أن قوانين تمويل الحملات الانتخابية الاتحادية، بما في ذلك قانون الحملة الانتخابية الاتحادية، ليست شرطًا إلزاميًا، فإنها تنص على أن المرشح الذي يعتزم تلقي مساهمات تزيد قيمتها على 5,000 دولار أو الذي يدفع نفقات تزيد على 5,000 دولار، ضمن أمور أخرى، يجب أن يقدم أولًا بيانًا ترشحه إلى لجنة الانتخابات الاتحادية. أدى ذلك بالمرشحين للرئاسة، ولا سيما أعضاء الحزبين السياسيين الرئيسيين، إلى الإعلان رسميًا عن نيتهم في الترشح في وقت مبكر من ربيع السنة التقويمية السابقة لكي يتمكنوا من بدء جمع أو إنفاق الأموال اللازمة لحملتهم على مستوى البلاد. عادة ما يشكل المرشحون المحتملون لجانًا استكشافية، في وقت أبكر، لتحديد مدى إمكانية قيامهم فعلًا بالعمل.

### نظام الانتخابات اللامركزي وأهلية الناخبين
عملية الانتخابات الرئاسية في الولايات المتحدة، شأنها في ذلك شأن جميع الانتخابات الأخرى في الولايات المتحدة، هي نظام يتسم بدرجة عالية من اللامركزية. في حين أن دستور الولايات المتحدة يحدد معايير لانتخاب الرئيس وغيره من المسؤولين الاتحاديين، فإن قانون الولايات، وليس القانون الاتحادي، هو ما ينظم معظم جوانب الانتخابات في الولايات المتحدة، بما في ذلك الانتخابات التمهيدية، وأهلية الناخبين (بما يتجاوز التعريف الدستوري الأساسي)، والتفاصيل المحددة لإدارة اجتماع المجمع الانتخابي لكل ولاية. تدير فرادى الولايات جميع الانتخابات، بما فيها الانتخابات الاتحادية.
بناء على ذلك، فإن الانتخابات الرئاسية عبارة عن مزيج من انتخابات منفصلة للولايات بدلًا من انتخابات وطنية واحدة تديرها الحكومة الاتحادية. يجب على المرشحين أن يقدموا قوائم تسجيل منفصلة في كل ولاية من الولايات الخمسين إذا أرادوا التأهل في اقتراع كل ولاية، وتتفاوت شروط تقديم القوائم حسب الولاية.
يحدد الدستور أهلية الفرد للتصويت وينظمها على مستوى الولايات. تنص تعديلات الدستور رقم 15 و19 و26، على التوالي، على أنه لا يجوز رفض حق الاقتراع على أساس العرق أو اللون، أو الجنس، أو السن للمواطنين البالغين من العمر 18 سنة أو أكثر. إلى جانب هذه المؤهلات الأساسية، تقع على عاتق الهيئات التشريعية في الولايات مسؤولية تنظيم أهلية الناخبين وتسجيلهم. تختلف أيضًا الشروط المحددة لأهلية الناخبين وتسجيلهم حسب الولاية، فعلى سبيل المثال تحظر بعض الولايات على المجرمين المدانين التصويت.